# Coussarea schiffneri
Coussarea schiffneri är en måreväxtart som beskrevs av Alexander Zahlbruckner. Coussarea schiffneri ingår i släktet Coussarea och familjen måreväxter. Inga underarter finns listade i Catalogue of Life.